# Le Soleil (Sénégal)
Pour les articles homonymes, voir Le Soleil.
Le Soleil est un journal quotidien sénégalais, créé à Dakar en 1970.

## Historique
Le Soleil est l'héritier de Paris-Dakar, créé par l'homme de presse français Charles de Breteuil en 1933. D’abord hebdomadaire, Paris-Dakar devient le premier quotidien d’Afrique noire en 1936. Lors de l’indépendance du Sénégal en 1960, le journal change de nom pour devenir Dakar-Matin, puis Le Soleil le 20 mai 1970. Le fils de Charles de Breteuil, Michel de Breteuil est créateur en 1971 du magazine féminin Amina, le « magazine de la femme africaine ».
Le titre appartient à la Société sénégalaise de presse et de publications (SSPP), dont les actionnaires majoritaires sont l'État du Sénégal, des sociétés publiques, des collectivités et des institutions.
Après l'alternance politique intervenue à la suite des élections du 24 mars 2024, Lamine Niang, titulaire d’un diplôme d'études supérieures (DESS) en Technologie éducative, a été nommé Directeur général de la Société Sénégalaise de Presse et de publication Le Soleil, en remplacement de Yakham Mbaye par le Conseil des ministres de ce mercredi 15 mai 2024. Yakham Codou Ndéné Mbaye était le directeur général du journal depuis octobre 2017. Il était réputé « très proche » du président Macky Sall et la ligne du journal est décrite comme « pro-gouvernementale ». 
Le 26 mars 2025, Mame Birame Wathie, jusqu'alors journaliste au Groupe Walfadjri, est nommé par le Président Bassirou Diomaye Faye, Président du Conseil d'administration (PCA) de Le Soleil. 